# Monster Hunter Stories 2: Wings of Ruin
Monster Hunter Stories 2: Wings of Ruin (モンスターハンターストーリーズ2：破滅の翼?, Monsutā Hantā Sutōrīzu 2: Hametsu no Tsubasa) è un videogioco di ruolo sviluppato e pubblicato dalla software house giapponese Capcom il 9 luglio 2021 per Nintendo Switch e Microsoft Windows. Il gioco è uno spin-off della serie di Monster Hunter ed il sequel di Monster Hunter Stories, pubblicato nel 2016.

## Trama
La storia si apre con una cerimonia serale al Villaggio di Mahana, mentre una wyveriana incontra un anziano Rathalos, ricevendo un uovo da quest'ultimo. Viene raggiunta da dei cacciatori, ma all'improvviso, avviene una sparizione in massa di quasi tutti i Rathalos sparsi per il mondo, seguita dall'apparizione di misteriosi crateri che emettono una misteriosa luce rossa. Il protagonista, nipote del leggendario Rider defunto di nome Red e Rider del villaggio di Mahana, viene autorizzato a prendere parte all'indagine su di essi insieme alla sua tutrice, Kayna. Dopo aver appreso le regole base dei Rider, il giovane recupera un uovo da un nido di mostro e lo schiude, ottenendo il suo primo Monstie (un Kulu-Ya-Ku) e incontrando allo stesso tempo Navirou, che si unisce a lui. Dopo aver liberato la zona limitrofa al villaggio da alcuni mostri che la minacciavano (più precisamente uno Yian Kut-Ku, un Bulldrome e un Pukei-Pukei), il protagonista si dirige al bosco del Ratha guardiano, vecchio Monstie di Red e protettore dell'isola, sparito insieme agli altri Rathalos in seguito all'apparizione dei crateri. Lì, si imbatte in una ragazza wyverniana di nome Ena, alla quale il guardiano ha affidato un uovo di Rathalos contenente il Ratha tagliente, una creatura che, secondo un'antica leggenda, sarebbe portatrice delle temute "Ali della distruzione", che porterebbero rovina al mondo intero. In quel momento, il gruppo viene attaccato da un Anjanath fuori controllo a causa dell'influenza dei crateri, che viene però abbattuto. Il Rider, insieme a Ena e Navirou, accetta quindi di salpare verso il villaggio wyverniano di Rutoh per scoprire la verità sulla leggenda, mentre Kayna resta indietro per distrarre un gruppo di cacciatori, decisi a impadronirsi dell'uovo per impedire la catastrofe.
Giunti nella regione di Alcala, i tre si imbattono in Alwin, amico di Ena e Rider protettore di Rutoh, che li conduce al villaggio. Pur venendo accolto in quanto nipote di Red, l'unico umano mai autorizzato ad entrare nel villaggio, il protagonista non ottiene l'autorizzazione di mantenere il possesso dell'uovo di Ratha, poiché il Capo Maolo e il suo assistente, Zellard, non lo considerano ancora pronto. Solo dopo aver dimostrato loro il proprio valore sconfiggendo diversi mostri che minacciavano Rutoh (un Paolumu, un Basarios, uno Yian Garuga, un Duramboros e un Nargacuga), il Rider apprende dai wyverniani il Rituale sciamanico, necessario per mantenere il controllo del potere distruttivo di Ratha. Il protagonista si dirige quindi verso un antico cratere situato nei pressi del villaggio, scoprendo che Red stava indagando sullo stesso fenomeno, già avvenuto diversi anni prima. Lì, il gruppo viene attaccato da una Rathian fuori controllo, appena fuoriuscita dal cratere. Eliminata anche questa minaccia, l'uovo finalmente si schiude e il Ratha tagliente viene alla luce, rivelandosi essere un bizzarro esemplare dalle ali nere e incapace di volare. Zellard narra quindi al protagonista la leggenda delle Ali della distruzione, indirizzandolo poi verso la regione di Loloska, dove risiede un antico wyverniano chiamato Dede che potrebbe insegnargli come tenere sotto controllo il distruttivo potere latente di Ratha.
Giunto a Loloska, il gruppo si scontra immediatamente con uno Zamtrios furioso, venendo però salvato da Avinia, che li conduce al villaggio di Kuan. Lì, Navirou riesce a convincere gli abitanti a fidarsi di lui spacciando il protagonista per il leggendario Rider di nome Lute (protagonista del primo capitolo). Dopo aver favorito la ricostruzione di un mulino a vento distrutto (utilizzando materiali di Nerscylla, Barroth, Tobi-Kadachi e Khezu), il gruppo si dirige verso un cratere avvistato in cima al monte innevato Lavina, dove affronta una Seltas regina furiosa e il suo compagno. Sconfitta anche la coppia di neopteron, il protagonista si dirige finalmente verso la dimora di Dede, il quale però si rifiuta di comunicargli come controllare il potere di Ratha, affermando che dovrà trovare la risposta da solo. Ritornato sul monte per eliminare un Legiana impazzito a causa dell'influenza dei crateri, il gruppo viene però messo alle strette quando Ratha perde il controllo e scatena il suo potere distruttivo, distruggendo i mulini a vento del villaggio per errore e obbligando Dede a intervenire per fermarlo. Costretto a riflettere, il protagonista trova finalmente la risposta che il wyverniano voleva sapere: la chiave per contenere il potere del suo Monstie è il suo legame con esso; finché i due condivideranno un forte legame, il potere non potrà mai scatenarsi. Sconfitto definitivamente il Legiana fuggito in precedenza, il gruppo viene però attaccato da un gruppo di cacciatori guidato da un ragazzo di nome Kyle e dalla sua compagna Felyne Tsukino, che li hanno pedinati dai tempi di Mahana in attesa di osservare il potere di Ratha. Ottenuta la conferma della pericolosità del mostro, riescono a catturarlo, anche aiutati sorprendentemente da Lilia e Reverto.
Trasferitosi nella regione di Lamure, il protagonista è costretto a collaborare con Reverto per ripulire la zona limitrofa alla capitale, Lulucion, da diversi mostri (un Plesioth, un Cephadrome e un Diablos). Nel mentre Lilia (che opera insieme agli scribi per scoprire la verità sul Ratha tagliente), si convince dell'innocenza del mostro e decide di rilasciare il protagonista, Navirou ed Ena, che vengono però immediatamente spediti insieme a Reverto al laboratorio situato nel deserto, dove ci sono state segnalazioni di mostri fuori controllo. Lì, tuttavia, il gruppo scopre che i cacciatori stanno collaborando con un gruppo di misteriosi Rider guidati da un individuo mascherato che indossa un'armatura di Nergigante che hanno intenzione di impossessarsi di Ratha. Scontratosi con alcuni di essi (a cavallo di Tigrex, Yian Garuga e Nargacuga), il protagonista viene messo alle strette ed Ena viene rapita dai criminali, che fuggono poi a bordo di un solcadune. Lanciatosi all'inseguimento insieme a Navirou e Reverto, il protagonista è costretto a scalare l'immensa Torre di Lamure, in cima alla quale i Rider e i cacciatori pianificano di fuggire a bordo di un'aeronave. Mentre Navirou e Reverto rimangono a terra per tenere occupati i cacciatori, il Rider si lancia all'inseguimento e riesce a salire sull'aeronave, venendo però spinto nel vuoto e precipitando. All'ultimo secondo, viene salvato da Ratha, che ha acquistato la capacità di volare.
Soccorsa anche Ena e riunitisi con Navirou, i tre si dirigono verso un gigantesco cratere situato nella zona di Pomore, dove il protagonista scopre che proprio lì Red ha perso la vita anni fa, ferito gravemente da un Nergigante e infine precipitato all'interno del cratere. Mentre riflette sulla situazione, il gruppo viene attaccato da un Qurupeco cremisi furioso che stava assalendo un Felyne. Eliminata anche questa minaccia (con lo scontro reso però particolarmente difficile dal fatto che il wyvern rapace richiami un Daimyo Hermitaur viola), i quattro scoprono che il Felyne è il mentore di Navirou, Orgo, che lo ha preso sotto la sua ala protettiva e cresciuto sin da quando era piccolo. Raggiunto il giardino di Pomore, il gruppo accetta di aiutare Orgo a proteggere il rifugio Felyne vicino (ora pieno più che mai, poiché il Qurupeco aveva distrutto il villaggio). Tuttavia, lì si incontra con Kyle e Tsukino, che seppur riluttanti propongono di allearsi, essendo stati anche loro traditi dai loro compagni cacciatori, che avevano consegnato Ratha ai Rider. Dopo un breve scontro con un Lagiacrus durante il quale Orgo resta ferito e viene curato da Tsukino, il gruppo si scontra con un Mizutsune furioso e libera finalmente Pomore dal giogo dei crateri.
Mentre Kyle e Tsukino continuano a indagare su di essi, i protagonisti si spostano verso la regione vulcanica di Terga, poiché Orgo ha suggerito loro di dirigersi al villaggio wyverniano di Nua Te. Lì si scontrano con un Uragaan e vengono poco dopo attaccati da una mostruosa creatura (simile al mostro di Stranger Things) che fuoriesce da uno dei crateri, venendo però salvati da Cheval. Questi li segue fino a Nua Te e spiega di essere sulle tracce di un Nergigante che ha inspiegabilmente attaccato i villaggi vicini. Accolti seppur con diffidenza all'interno dell'insediamento, i protagonisti eliminano alcuni mostri furiosi che minacciavano Nua Te (un Astalos e un Brachydios), scontrandosi poi finalmente con il Nergigante, che si rivela essere lo stesso esemplare che uccise Red. Vengono però interrotti dalla seconda apparizione del mostro verme, che uccide il Nergigante e li attacca, ritirandosi poi sottoterra. Ritornati a Nua Te, scoprono finalmente la verità sulla leggenda del Ratha tagliente: la vera minaccia non è lui, bensì il misterioso mostro che risiede nelle profondità dei crateri, un drago anziano chiamato Oltura, che attira i Rathalos attraverso i crateri e se ne ciba per raggiungere la maturità.
Ritornato ad Alcala, Loloska e Lamure per indagare sui crateri insieme a Kyle e Tsukino, il gruppo affronta ed elimina tre mostri furiosi (un Glavenus, un Agnaktor glaciale e un Bazelgeuse), ritornando poi a Nua Te. Lungo la strada, vengono però nuovamente fermati dai Rider misteriosi (che questa volta gli scatenano contro un Tigrex brutale, un Monoblos e persino uno Zinogre stigeo), i quali però rivelano le loro vere intenzioni: erano a conoscenza dell'esistenza di Oltura sin dall'inizio (che loro chiamano "il Prescelto") e avevano intenzione di usare Ratha come sacrificio per fargli raggiungere la maturità. Sono infatti convinti che Oltura plasmerà un nuovo mondo, libero dai peccati degli esseri umani e finalmente perfetto. Tutto questo viene spiegato dal loro leader, che infine si rimuove l'elmo e si rivela essere Zellard.
Scoperto finalmente il luogo di apparizione di Oltura, nei pressi del villaggio di Mahana, il gruppo viene nuovamente sorpreso da Zellard, che sequestra Ratha e si prepara a sacrificarlo al drago anziano. Viene però fermato dal Ratha guardiano, che si sacrifica venendo dilaniato dalle fauci dei vermi per permettere agli altri di salvare Ratha. Ena riesce quindi a far capire a Zellard l'errore da lui commesso: Oltura non ha alcuna intenzione di "forgiare un nuovo mondo", ma vuole semplicemente vivere, cosa che però risulta impossibile a causa dei danni da lui provocati. Con Zellard pentitosi e fuggito, il gruppo affronta finalmente Oltura, che nel mentre ha raggiunto la maturità ed è fuoriuscito dal cratere. Dopo un durissimo scontro trasformatosi in una corsa contro il tempo (poiché il drago anziano rivela di possedere ben tre paia di ali, le fantomatiche Ali della distruzione), Kyle riesce a ferire il drago anziano nel suo punto debole (proprio le ali), permettendo così a Ratha di finirlo, salvando così il mondo.

## Personaggi
- Protagonista (Leo/Lea): Un Rider nato e cresciuto a Mahana, villaggio situato su un'isola tropicale. Suo nonno, Red, ha creato un legame con Ratha guardiano, l'adorato mostro che protegge l'isola. Dopo aver incontrato Ena, decide di seguirla e lasciare il suo villaggio per scoprire di più su suo nonno e capire la causa degli strani avvenimenti accaduti di recente. Benché l'aspetto fisico del personaggio e persino il suo nome siano personalizzabili, è stato confermato che il nome canonico è Leo se viene scelto il sesso maschile e Lea per quello femminile.
- Ena: Una ragazza wyverniana che conosceva Red, il nonno del protagonista. Sperando di collaborare con quest'ultimo per scoprire il mistero che si nasconde dietro le anomalie ambientali, gli affiderà l'uovo di Rathalos che si suppone contenga un mostro leggendario destinato a distruggere il mondo. I due intraprenderanno il viaggio assieme. È sincera riguardo ai suoi sentimenti.
- Navirou: Un Felyne giramondo dal volto indimenticabile, già apparso in Monster Hunter Stories. Il protagonista lo incontra mentre è in viaggio, cercando di scoprire la causa degli strani avvenimenti che si stanno verificando. È un compagno avventuroso e positivo, che gli farà da guida nelle sue imprese aiutandolo a diventare un Rider.
- Red: Il nonno del protagonista, defunto anni fa. Per scoprire la verità sugli strani avvenimenti, ha dedicato la sua vita a viaggiare il mondo con il suo Monstie, Ratha guardiano. Nel corso della storia, si scopre che è morto precipitando sul fondo del cratere dei ricordi dopo essere stato gravemente ferito dal Nergigante.
- Kayna: Rider del villaggio di Mahana dallo spirito libero e dalla personalità frizzante. Insegnerà al protagonista le basi per diventare un Rider e sarà sua mentore per la prima parte del viaggio. Il suo Monstie è un Velocidrome di nome Avmar.
- Alwin: Rider wyverniano del villaggio di Rutoh, attraente e di poche parole. Pur apparendo freddo e riservato, ha un occhio di riguardo per il protagonista, poiché suo nonno è stato il suo primo amico umano. Il suo Monstie è un Legiana di nome Shaulk.
- Lilia: Giovane donna che ricopre il ruolo di comandante degli Scribi reali, già apparsa in Monster Hunter Stories. Risiede presso la Baita degli scribi a Lulucion e, durante l'indagine sul leggendario Rathalos, cattura Ratha per conto degli Scribi. Infatti, pur comprendendo il modo di pensare dei Rider, mette da parte i sentimenti personali a favore del suo lavoro, il che le provocherà però un dilemma morale quando dovrà decidere cosa fare di Ratha. Alla fine, cambierà idea e permetterà al protagonista di andare a salvare il suo Monstie, apparendo anche alla fine del gioco per arrestare i Rider misteriosi insieme agli Scribi.
- Reverto: Un cacciatore altamente qualificato che lavora per gli Scribi, braccio destro di Lilia già apparso in Monster Hunter Stories. Pur essendo un cacciatore, apprezza molto il modo in cui i Rider formano legami con i mostri ed è felice di aiutarli. Si rivelerà fondamentale durante l'inseguimento dei Rider misteriosi per salvare Ratha.
- Kyle: Giovane cacciatore alla ricerca del leggendario Rathalos. Non si fida del modo in cui i Rider convivono con i mostri ed è determinato a compiere la sua missione, motivo per cui vede il protagonista come un nemico. Ha un forte senso della giustizia ed è sempre accompagnato dalla sua fedele compagna Tsukino. Dopo essere stato tradito dai suoi compagni cacciatori e dai Rider misteriosi per conto dei quali stava inconsapevolmente lavorando, si schiera con il protagonista e lo aiuta nella sua avventura, rivelandosi vitale nello scontro finale con Oltura.
- Tsukino: La Felyne compagna di Kyle. Per catturare Ratha, pedinerà il protagonista lungo quasi tutto il suo viaggio. A differenza di Kyle, ha un temperamento calmo e parla quasi sempre a bassa voce. Pur sostenendo gli sforzi di Kyle e fidandosi di lui, teme che la faccenda del Ratha tagliente possa rivelarsi più complicata del previsto. Proprio grazie a lei, Kyle si schiererà con i protagonisti lungo il proseguire della storia.
- Avinia: Giovane Rider del villaggio di Kuan, già apparsa in Monster Hunter Stories. Condivide un legame indistruttibile con il suo Monstie, un Barioth di nome Frostfang e si impegna al massimo per ricostruire il suo villaggio, distrutto dal Flagello Nero.
- Orgo: Felyne che vive nel rifugio del Giardino di Pomore insieme ad altri Felyne il cui villaggio è stato distrutto da un disastro ambientale. È il mentore di Navirou e Tsukino, che quindi lo chiamano scherzosamente "Sergente". Il suo motto è "Sei prrroprio in zampa!".
- Vecchio Dede: Un misterioso wyverniano che il protagonista incontra fra le montagne innevate, già apparso in Monster Hunter Stories. Il suo cibo preferito sono i manju delle sorgenti termali e ha un debole per le belle ragazze. Si dice sia in grado di possedere l'abilità di sigillare il potere di un Monstie.
- Yoomlana: Wyverniana a capo di Nua Te, villaggio isolato dal resto del mondo e avvolto nel mistero. Conosce bene la leggenda del Ratha tagliente e cercherà di insegnare al protagonista quale tipo di legame potrà stringere con il suo Monstie. Proprio grazie a lei, il gruppo scoprirà la verità sulla leggenda.
- Zellard: Un wyverniano che fa da confidente al Capo Maolo del villaggio di Rutoh. Un tempo conosceva bene Red e ha grande fiducia nelle potenzialità del protagonista, al quale chiederà aiuto per risolvere alcune questioni che minacciano il villaggio. Alla fine, si rivelerà essere il capo del Rider misteriosi e l'antagonista secondario del gioco, ossessionato dall'idea che Oltura voglia plasmare un nuovo mondo libero dagli esseri umani e deciso a sacrificare Ratha al drago anziano perché possa nascere. Dopo essere stato sconfitto, comprenderà grazie a Ena il madornale errore commesso e fuggirà via, sparendo per sempre.
- Cheval: Rider già apparso in Monster Hunter Stories. Il protagonista lo incontra durante la ricerca di Nua Te, dove si unirà a lui durante la caccia al Nergigante, che ha attaccato alcuni insediamenti vicini. Il suo Monstie è una Rathian di nome Rathi.
- Capo Gara: Il capo del villaggio di Mahana, stimato da tutti. Concederà al protagonista l'autorizzazione a unirsi al viaggio nonostante la giovane età e, alla fine della storia, lo introdurrà alla Tana dei cristalli, dove si potranno affrontare le sfide più ardue.
- Capo Maolo: Il capo del villaggio di Rutoh. Nonostante l'iniziale scetticismo, si affezionerà al protagonista e gli insegnerà il rituale sciamanico, fondamentale per la sua esperienza da Rider.

## Doppiaggio
Nel menù di gioco è possibile scegliere fra il linguaggio giapponese e quello inglese. Il titolo non possiede un doppiaggio italiano.
| Personaggio   | Doppiatore         | Doppiatore        |
| ------------- | ------------------ | ----------------- |
| Ena           | Tomoyo Kurosawa    | Skyler Clark      |
| Navirou       | Mao Ichimichi      | Wyatt Bowen       |
| Red           | Yutaka Nakano      | Harry Standjofski |
| Red (giovane) | Yumiko Matsuura    | Jake Kimmel       |
| Kayna         | Mutsumi Tamura     | Alyson Leah       |
| Alwin         | Daisuke Hirakawa   | Jonathan Silver   |
| Lilia         | Miyuki Sawashiro   | Angela Galuppo    |
| Reverto       | Tomokazu Sugita    | Scott Humphrey    |
| Kyle          | Junta Terashima    | Curtis Legault    |
| Tsukino       | Rie Takahashi      | Elana Dunkelman   |
| Avinia        | Yui Makino         | Katy Breier       |
| Orgo          | Kosuke Goto        | Brian Froud       |
| Vecchio Dede  | Ken Uo             | Brady Moffat      |
| Yoomlana      | Kaya Matsutani     | Val Mervis        |
| Zellard       | Hiroyuki Kinoshita | Chimwemwe Miller  |
| Cheval        | Ryōta Ōsaka        | Todd Fennell      |
| Capo Gara     | Kosuke Goto        | Alain Goulem      |
| Capo Maolo    | Kosuke Echgoya     | Noel Burton       |

## Distribuzione
Il gioco è stato annunciato da Nintendo il 27 settembre 2020, durante la Nintendo Direct Mini: Partner Showcase. Durante la presentazione, è stato rivelato che il titolo avrà compatibilità incrociata con Monster Hunter Rise.
L'8 marzo 2021, durante il Monster Hunter Digital Event, è stato annunciato da Capcom che il gioco sarà reso disponibile a livello globale il 9 luglio 2021.